# Ludwig Hoffmeister
Ludwig Hoffmeister (* 20. August 1906 in Kiel; † 8. November 1993 in Lüneburg) war ein deutscher nationalsozialistischer Politiker und von 1942 bis 1944 Staatskommissar (Oberbürgermeister) von Hannover.

## Leben
Nach seiner Schulzeit in Kiel und Wolfenbüttel studierte Hoffmeister Staats- und Rechtswissenschaften in Göttingen und München.
Noch zur Zeit der Weimarer Republik trat Hoffmeister zum 1. Juli 1931 in die NSDAP ein (Mitgliedsnummer 587.315). Nach der Machtergreifung wurde er am 1. April 1933 zum Regierungsassessor ernannt. Anfangs war er in der Kreisdirektion Blankenburg, danach im Staatsministerium von Braunschweig tätig, dort zuletzt als Haushalts- und Personalreferent.
Ab 1939 war er Vertrauensmann des Sicherheitsdienstes in Braunschweig. Im November 1941 wurde er nach Hannover versetzt. Hier leitete er zunächst die Abteilung I (Innere Verwaltung), bevor er im Februar 1942 zum Regierungsdirektor ernannt wurde. Ebenfalls ab Anfang 1942 wurde er außerdem Leiter des Gau-Rechtsamts im Gau Südhannover-Braunschweig. Am 7. Mai 1942 wurde er als Nachfolger von Henricus Haltenhoff zum Staatskommissar ernannt, bis er mit Wirkung vom 18. Oktober 1944 aus diesem Amt ausschied und in das Reichsministerium des Innern versetzt wurde.
Nach Kriegsende wurde Hoffmeister 1948 durch das Spruchgericht Detmold-Hiddesen zu einem Jahr Gefängnis verurteilt. Die Haft musste er – in Anrechnung einer zuvor 26 Monate währenden Internierung – jedoch nicht antreten.
Später konnte Hoffmeister seine Karriere im Justizdienst fortsetzen. Er wurde 1957 Richter am Landesverwaltungsgericht in Braunschweig, 1959 in Lüneburg und zuletzt am Oberlandesgericht in Celle.
Hoffmeister starb am 8. November 1993 in Lüneburg.